# Raissac
Pour les articles homonymes, voir Raissac (homonymie).
Raissac (Raiçac en occitan languedocien) est une commune française située dans l'est du département de l'Ariège, en région Occitanie. Sur le plan historique et culturel, la commune fait partie du pays d'Olmes, haut lieu de la tragédie cathare alliant des paysages d'une extrême diversité.
Exposée à un climat océanique altéré, elle est drainée par divers petits cours d'eau. La commune possède un patrimoine naturel remarquable composé de trois zones naturelles d'intérêt écologique, faunistique et floristique.
Raissac est une commune rurale qui compte 49 habitants en 2022, après avoir connu une forte hausse de la population depuis 1975. Elle fait partie de l'aire d'attraction de Lavelanet. Ses habitants sont appelés les Raissacois ou Raissacoises.

## Géographie

### Localisation
La commune de Raissac se trouve dans le département de l'Ariège, en région Occitanie.
Elle se situe à 17 km à vol d'oiseau de Foix, préfecture du département, à 25 km de Pamiers, sous-préfecture, et à 3 km de Lavelanet, bureau centralisateur du canton du Pays d'Olmes dont dépend la commune depuis 2015 pour les élections départementales.
La commune fait en outre partie du bassin de vie de Lavelanet.
Les communes les plus proches sont : 
Péreille (1,0 km), Ilhat (2,9 km), Lavelanet (3,1 km), Villeneuve-d'Olmes (3,9 km), Sautel (3,9 km), Dreuilhe (3,9 km), Roquefixade (4,7 km), Lieurac (4,8 km).
Sur le plan historique et culturel, Raissac fait partie du pays d'Olmes, haut lieu de la tragédie cathare alliant des paysages d'une extrême diversité.
Les communes limitrophes sont  Ilhat, Lavelanet, Péreille et Sautel.
|       | Sautel   |           |
| Ilhat | Raissac  | Lavelanet |
|       | Péreille |           |

### Géologie et relief
La commune est située dans le Bassin aquitain, le deuxième plus grand bassin sédimentaire de la France après le Bassin parisien. Les terrains affleurants sur le territoire communal sont constitués de roches sédimentaires datant du Cénozoïque, l'ère géologique la plus récente sur l'échelle des temps géologiques, débutant il y a 66 millions d'années. La structure détaillée des couches affleurantes est décrite dans les feuilles « n°1075 - Foix » et « n°1076 - Lavelanet » de la carte géologique harmonisée au 1/50 000ème du département de l'Ariège, et leurs notices associées,.
La superficie cadastrale de la commune publiée par l’Insee, qui sert de références dans toutes les statistiques, est de 3,84 km2,. La superficie géographique, issue de la BD Topo, composante du Référentiel à grande échelle produit par l'IGN, est quant à elle de 3,76 km2. Son relief est relativement accidenté puisque la dénivelée maximale atteint 288 mètres. L'altitude du territoire varie entre 535 m et 823 m.

### Hydrographie

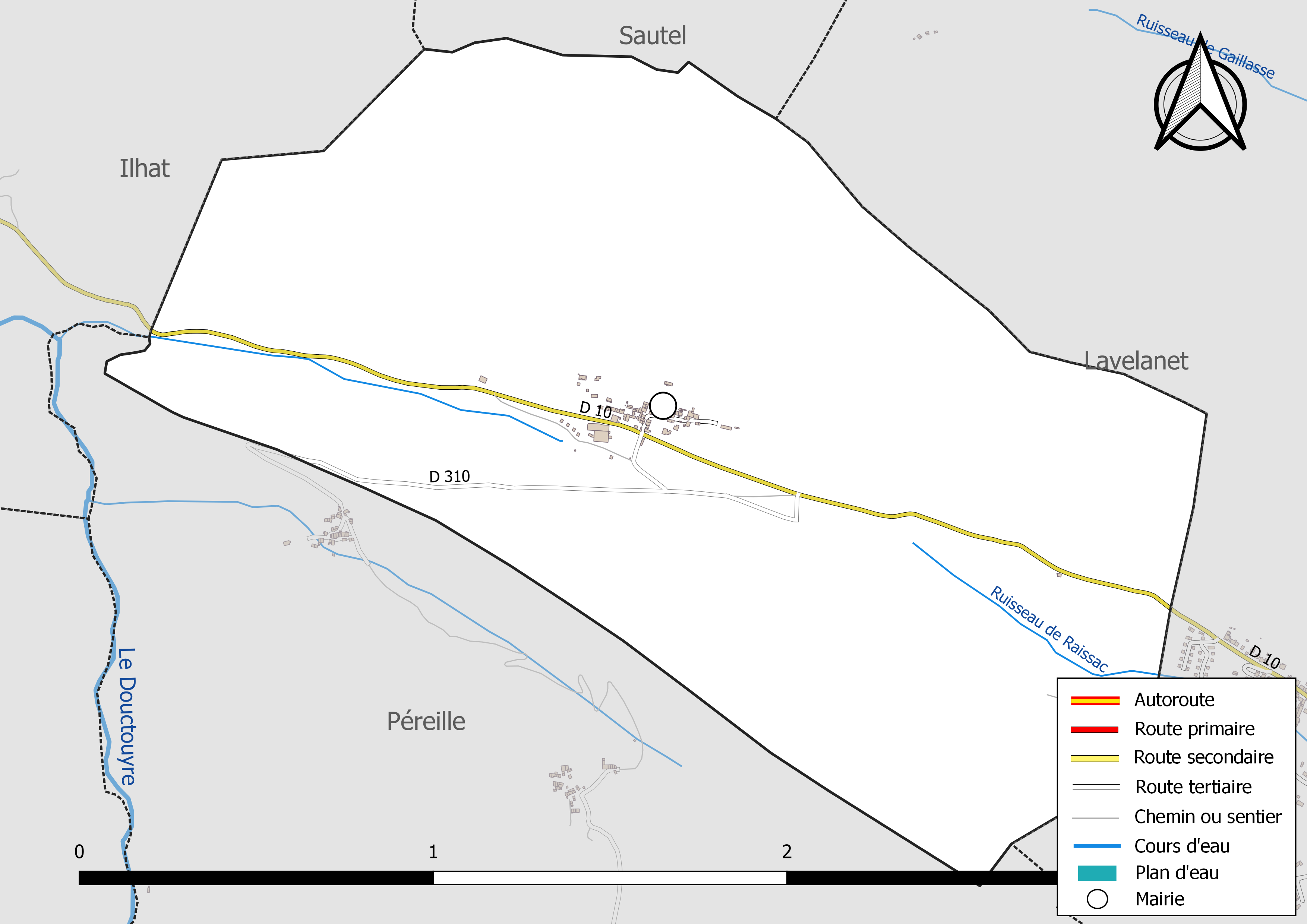
Réseaux hydrographique et routier de Raissac.

La commune est dans le bassin versant de la Garonne, au sein du bassin hydrographique Adour-Garonne. Elle est drainée par le ruisseau de Raissac et par un petit cours d'eau, constituant un réseau hydrographique de 2 km de longueur totale,.

### Climat
Pour des articles plus généraux, voir Climat de l'Occitanie et Climat de l'Ariège.
En 2010, le climat de la commune est de type climat océanique altéré, selon une étude s'appuyant sur une série de données couvrant la période 1971-2000. En 2020, Météo-France publie une typologie des climats de la France métropolitaine dans laquelle la commune est exposée à un climat de montagne et est dans la région climatique Pyrénées centrales, caractérisée par une pluviométrie annuelle de 1 000 à 1 200 mm.
Pour la période 1971-2000, la température annuelle moyenne est de 11,5 °C, avec  une amplitude thermique annuelle de 15,4 °C. Le cumul annuel moyen de précipitations est de 932 mm, avec 10,4 jours de précipitations en janvier et 6,1 jours en juillet. Pour la période 1991-2020 la température moyenne annuelle observée sur la station météorologique la plus proche, située sur la commune de Montferrier à 5 km à vol d'oiseau, est de 11,2 °C et le cumul annuel moyen de précipitations est de 1 438,0 mm,. Pour l'avenir, les paramètres climatiques de la commune estimés pour 2050 selon différents scénarios d’émission de gaz à effet de serre sont consultables sur un site dédié publié par Météo-France en novembre 2022.

### Milieux naturels et biodiversité
L’inventaire des zones naturelles d'intérêt écologique, faunistique et floristique (ZNIEFF) a pour objectif de réaliser une couverture des zones les plus intéressantes sur le plan écologique, essentiellement dans la perspective d’améliorer la connaissance du patrimoine naturel national et de fournir aux différents décideurs un outil d’aide à la prise en compte de l’environnement dans l’aménagement du territoire.
Deux ZNIEFF de type 1 sont recensées sur la commune :
« le Plantaurel entre Foix et Lavelanet » (11 312 ha), couvrant 26 communes du département, et 
le « réseau hydrographique du Touyre entre Montferrier et Léran » (64 ha), couvrant 10 communes du département
et une ZNIEFF de type 2, : 
« le Plantaurel » (42 116 ha), couvrant 72 communes dont 68 dans l'Ariège, 2 dans l'Aude et 2 dans la Haute-Garonne.

Carte des ZNIEFF de type 1 et 2 à Raissac.
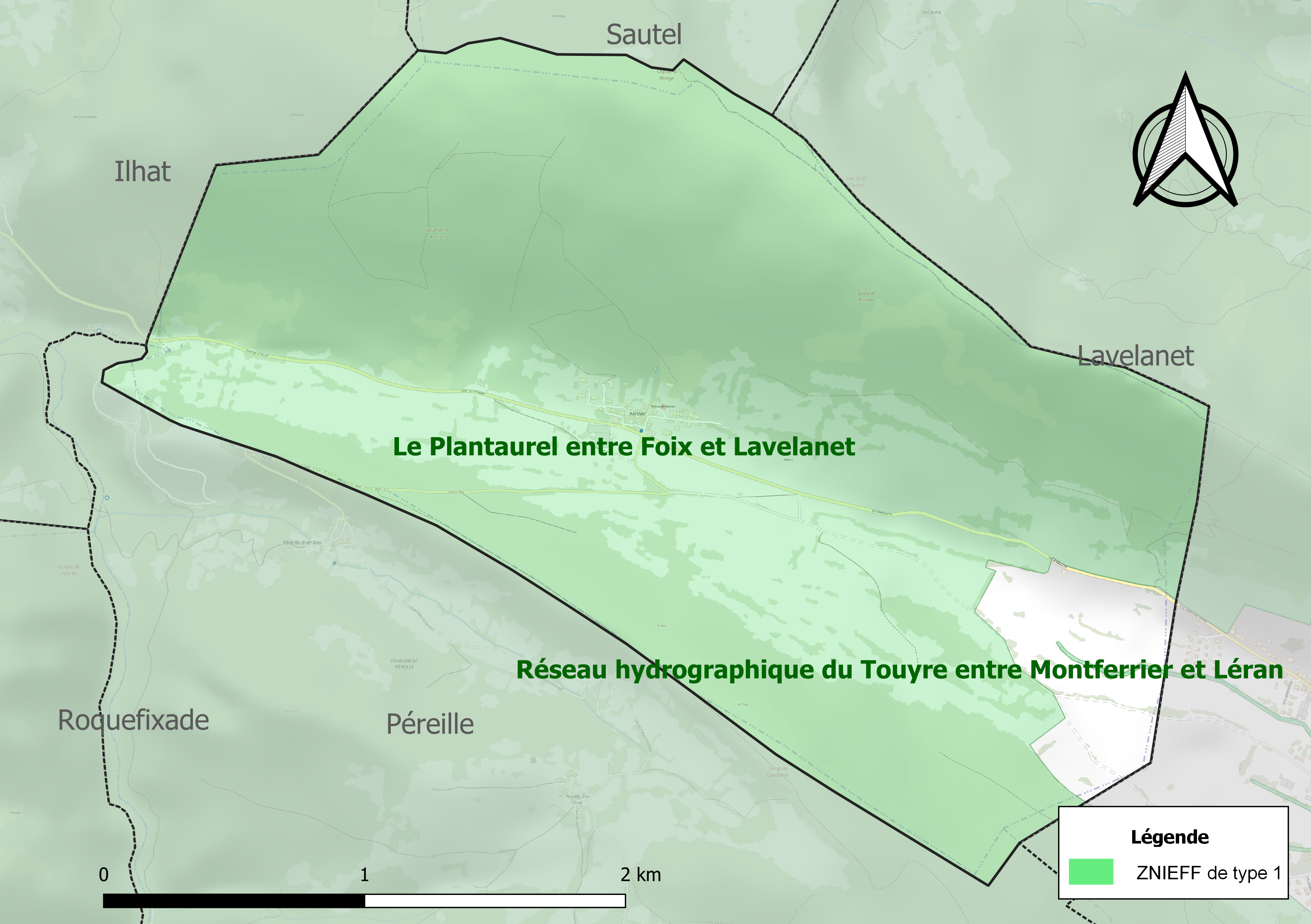
Carte des ZNIEFF de type 1 sur la commune.
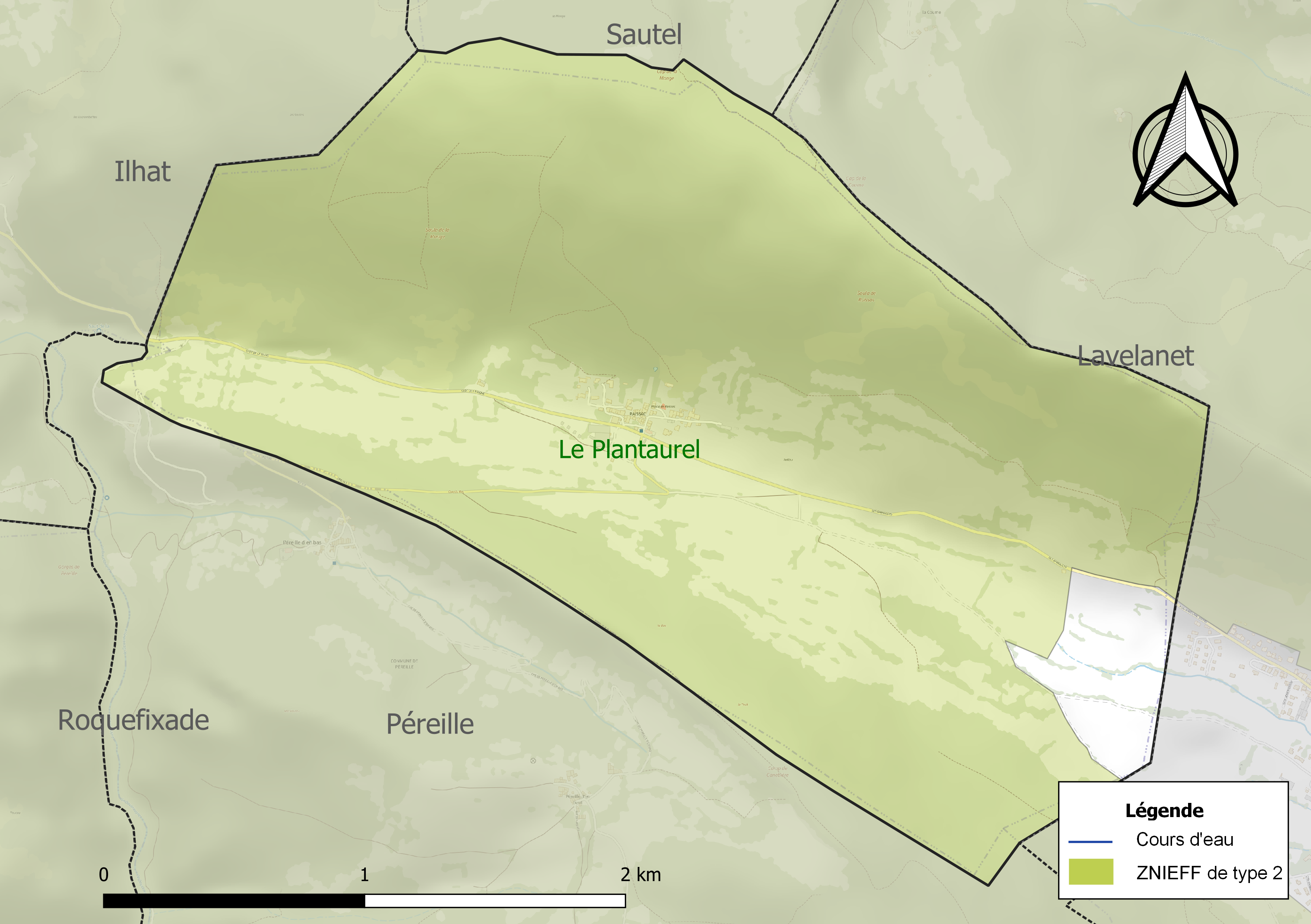
Carte de la ZNIEFF de type 2 sur la commune.

## Urbanisme

### Typologie
Au 1er janvier 2024, Raissac est catégorisée commune rurale à habitat très dispersé, selon la nouvelle grille communale de densité à 7 niveaux définie par l'Insee en 2022.
Elle est située hors unité urbaine. Par ailleurs la commune fait partie de l'aire d'attraction de Lavelanet, dont elle est une commune de la couronne,. Cette aire, qui regroupe 28 communes, est catégorisée dans les aires de moins de 50 000 habitants,.

### Occupation des sols
L'occupation des sols de la commune, telle qu'elle ressort de la base de données européenne d’occupation biophysique des sols Corine Land Cover (CLC), est marquée par l'importance des forêts et milieux semi-naturels (66,6 % en 2018), une proportion identique à celle de 1990 (66,6 %). La répartition détaillée en 2018 est la suivante : 
forêts (54,5 %), prairies (20 %), zones agricoles hétérogènes (13,4 %), milieux à végétation arbustive et/ou herbacée (12,1 %). L'évolution de l’occupation des sols de la commune et de ses infrastructures peut être observée sur les différentes représentations cartographiques du territoire : la carte de Cassini (XVIIIe siècle), la carte d'état-major (1820-1866) et les cartes ou photos aériennes de l'IGN pour la période actuelle (1950 à aujourd'hui).

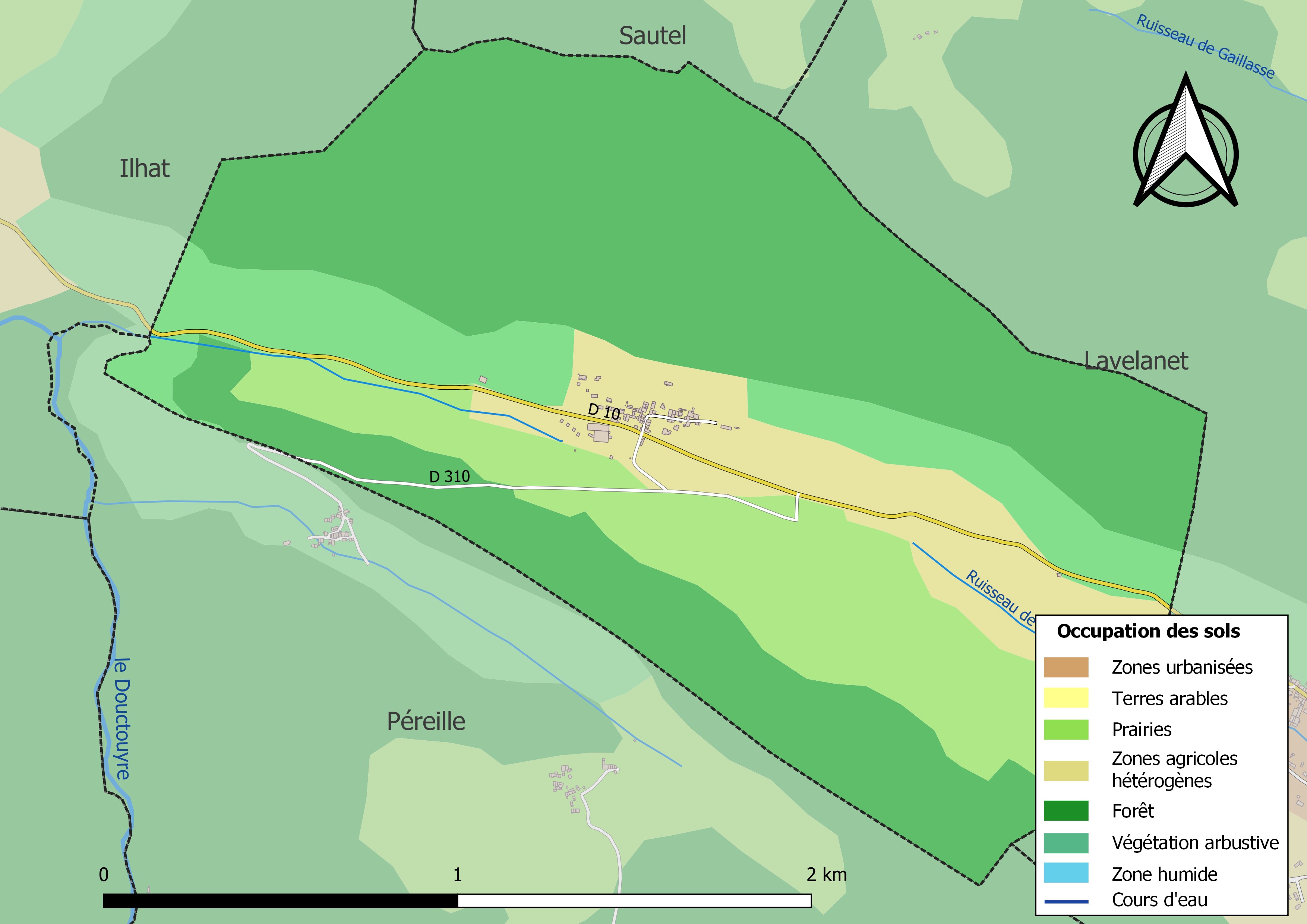
Carte des infrastructures et de l'occupation des sols de la commune en 2018 (CLC).

### Habitat et logement
En 2018, le nombre total de logements dans la commune était de 25, alors qu'il était de 23 en 2013 et de 24 en 2008.
Parmi ces logements, 84 % étaient des résidences principales, 0 % des résidences secondaires et 16 % des logements vacants. Ces logements étaient pour 88 % d'entre eux des maisons individuelles et pour 12 % des appartements.
Le tableau ci-dessous présente la typologie des logements à Raissac en 2018 en comparaison avec celle de l'Ariège et de la France entière. Une caractéristique marquante du parc de logements est ainsi une proportion de résidences secondaires et logements occasionnels (0 %) inférieure à celle du département (24,6 %) mais supérieure à celle de la France entière (9,7 %). Concernant le statut d'occupation de ces logements, 81 % des habitants de la commune sont propriétaires de leur logement (80 % en 2013), contre 66,3 % pour l'Ariège et 57,5 % pour la France entière.
| Typologie                                               | Raissac | Ariège | France entière |
| ------------------------------------------------------- | ------- | ------ | -------------- |
| Résidences principales (en %)                           | 84      | 65,7   | 82,1           |
| Résidences secondaires et logements occasionnels (en %) | 0       | 24,6   | 9,7            |
| Logements vacants (en %)                                | 16      | 9,7    | 8,2            |

### Risques majeurs

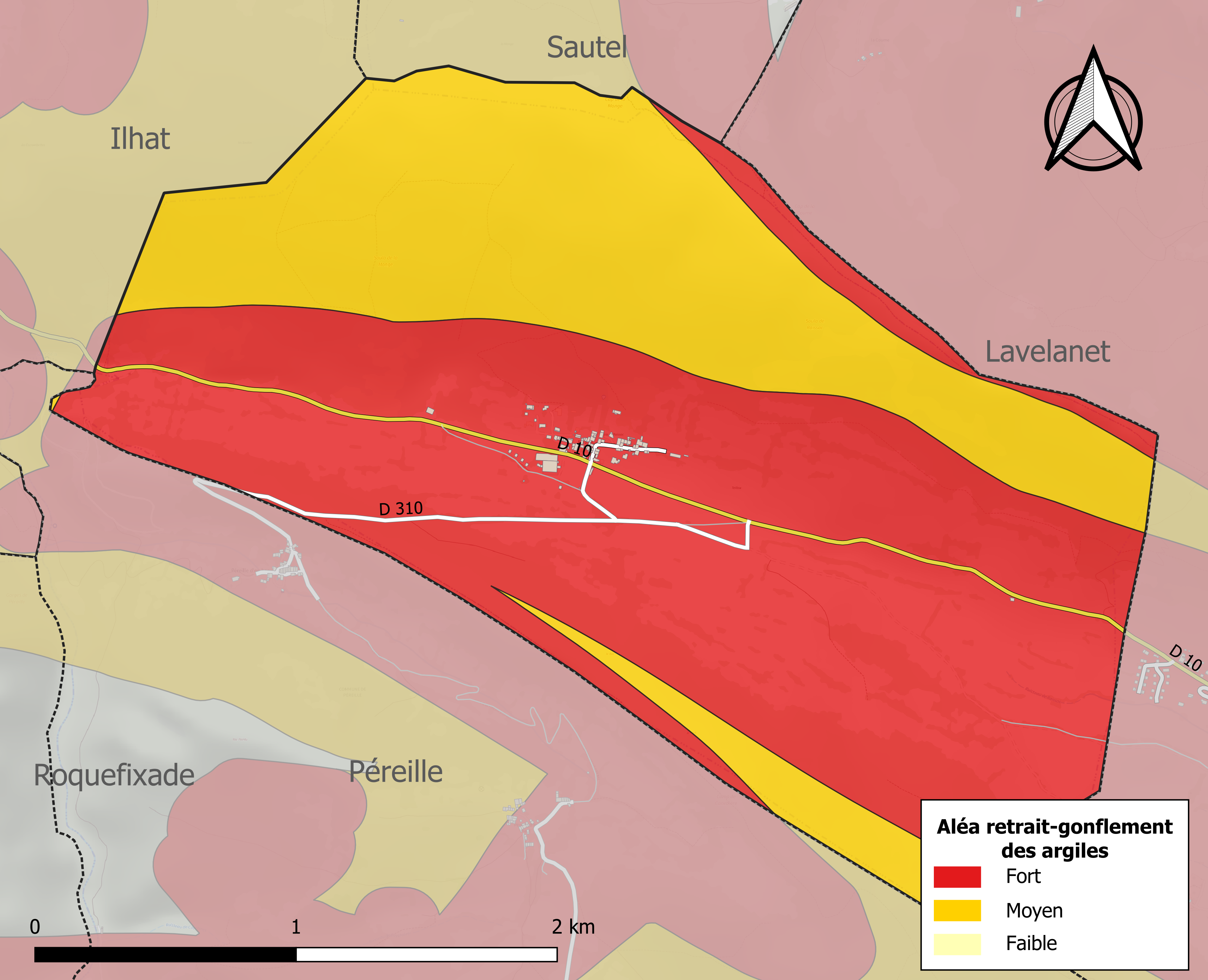
Zonage de l'aléa retrait-gonflement des argiles sur la commune de Raissac.

Le territoire de la commune de Raissac est vulnérable à différents aléas naturels : inondations, climatiques (grand froid ou canicule), feux de forêts, mouvements de terrains et séisme (sismicité modérée),.
Certaines parties du territoire communal sont susceptibles d’être affectées par le risque d’inondation par débordement d'un cours d'eau, ou ruissellement d'un versant.
Les mouvements de terrains susceptibles de se produire sur la commune sont soit des chutes de blocs, soit des glissements de terrains, soit des effondrements liés à des cavités souterraines, soit des mouvements liés au retrait-gonflement des argiles. Près de 50 % de la superficie du département est concernée par l'aléa retrait-gonflement des argiles, dont la commune de Raissac. L'inventaire national des cavités souterraines permet par ailleurs de localiser celles situées sur la commune.

## Toponymie
Raissac tient son nom de « raïche » signifiant bande de terre cultivée.

## Histoire
Bernard de Raissac cité en 1244, dans la déposition de Raymond de Péreille devant l’Inquisition. « […], j’ai vu les chevaliers […] et Bernard de Raissac rester trois ou quatre ans au castrum de Montségur. Ils y adorèrent maintes fois les Parfaits ». Le village fera partie des terres de Mirepoix, données à Gui 1er de Lévis en remerciement de sa participation à la croisade contre les albigeois.
Après 1627, Raissac est une dépendance de la seigneurie de Lavelanet.

## Politique et administration

### Découpage territorial
La commune de Raissac est membre de la Communauté de communes du Pays d'Olmes, un établissement public de coopération intercommunale (EPCI) à fiscalité propre créé le 26 décembre 1995 dont le siège est à Lavelanet. Ce dernier est par ailleurs membre d'autres groupements intercommunaux.
Sur le plan administratif, elle est rattachée à l'arrondissement de Pamiers, au département de l'Ariège, en tant que circonscription administrative de l'État, et à la région Occitanie.
Sur le plan électoral, elle dépend du canton du Pays d'Olmes pour l'élection des conseillers départementaux, depuis le redécoupage cantonal de 2014 entré en vigueur en 2015, et de la première circonscription de l'Ariège  pour les élections législatives, depuis le redécoupage électoral de 1986.

### Liste des maires
| Période                                  | Période  | Identité         | Étiquette | Qualité |
| ---------------------------------------- | -------- | ---------------- | --------- | ------- |
| mars 2001                                | 2014     | Robert Guetre    |           |         |
| mars 2014                                | 2020     | Loïc Lagarde     | SE        | Employé |
| mai 2020                                 | En cours | François Hoareau |           |         |
| Les données manquantes sont à compléter. |          |                  |           |         |

## Démographie
| 1793 | 1800 | 1806 | 1821 | 1831 | 1836 | 1841 | 1846 | 1851 |
| ---- | ---- | ---- | ---- | ---- | ---- | ---- | ---- | ---- |
| 106  | 95   | 101  | 94   | 96   | 93   | 93   | 82   | 90   |

| 1856 | 1861 | 1866 | 1872 | 1876 | 1881 | 1886 | 1891 | 1896 |
| ---- | ---- | ---- | ---- | ---- | ---- | ---- | ---- | ---- |
| 83   | 75   | 62   | 73   | 75   | 70   | 58   | 60   | 71   |

| 1901 | 1906 | 1911 | 1921 | 1926 | 1931 | 1936 | 1946 | 1954 |
| ---- | ---- | ---- | ---- | ---- | ---- | ---- | ---- | ---- |
| 57   | 56   | 45   | 31   | 55   | 41   | 43   | 50   | 67   |

| 1962 | 1968 | 1975 | 1982 | 1990 | 1999 | 2006 | 2008 | 2013 |
| ---- | ---- | ---- | ---- | ---- | ---- | ---- | ---- | ---- |
| 67   | 55   | 42   | 43   | 36   | 51   | 44   | 42   | 45   |

| 2018 | 2022 | - | - | - | - | - | - | - |
| ---- | ---- | - | - | - | - | - | - | - |
| 50   | 49   | - | - | - | - | - | - | - |

## Économie

### Emploi
| Division       | 2008  | 2013   | 2018   |
| -------------- | ----- | ------ | ------ |
| Commune        | 8 %   | 23,1 % | 10,3 % |
| Département    | 8,9 % | 11,1 % | 11,2 % |
| France entière | 8,3 % | 10 %   | 10 %   |

En 2018, la population âgée de 15 à 64 ans s'élève à 29 personnes, parmi lesquelles on compte 62,1 % d'actifs (51,7 % ayant un emploi et 10,3 % de chômeurs) et 37,9 % d'inactifs,. En  2018, le taux de chômage communal (au sens du recensement) des 15-64 ans est inférieur à celui du département, mais supérieur à celui de la France, alors qu'en 2008 il était inférieur à celui de la France.
La commune fait partie de la couronne de l'aire d'attraction de Lavelanet, du fait qu'au moins 15 % des actifs travaillent dans le pôle,. Elle compte 10 emplois en 2018, contre 13 en 2013 et 4 en 2008. Le nombre d'actifs ayant un emploi résidant dans la commune est de 15, soit un indicateur de concentration d'emploi de 66,2 % et un taux d'activité parmi les 15 ans ou plus de 45 %.
Sur ces 15 actifs de 15 ans ou plus ayant un emploi, 1 travaillent dans la commune, soit 7 % des habitants. Pour se rendre au travail, 93,3 % des habitants utilisent un véhicule personnel ou de fonction à quatre roues, 6,7 % s'y rendent en deux-roues, à vélo ou à pied.

### Activités hors agriculture
9 établissements sont implantés  à Raissac au 31 décembre 2019.
Le secteur de l'industrie manufacturière, des industries extractives et autres est prépondérant sur la commune puisqu'il représente 33,3 % du nombre total d'établissements de la commune (3 sur les 9 entreprises implantées  à Raissac), contre 12,9 % au niveau départemental.

### Agriculture
|                                   | 1988 | 2000 | 2010 |
| --------------------------------- | ---- | ---- | ---- |
| Exploitations                     | 2    | 3    | 3    |
| Superficie agricole utilisée (ha) | 153  | 150  | 221  |

La commune fait partie de la petite région agricole dénommée « Région sous-pyrénéenne ». En 2010, l'orientation technico-économique de l'agriculture  sur la commune est l'élevage de granivores. Trois exploitations agricoles ayant leur siège dans la commune sont dénombrées lors du recensement agricole de 2010 (deux en 1988). La superficie agricole utilisée est de 221 ha.

## Culture locale et patrimoine

### Lieux et monuments
- Église Notre-Dame-de-l'Assomption[47] construite en 1848 avec trois vitraux réalisés vers 1975 par le peintre-verrier toulousain Echaniz, représentant Notre-Dame de Lourdes, Jésus et sainte Thérèse.
- Fontaine-abreuvoir.
- Croix de chemin.

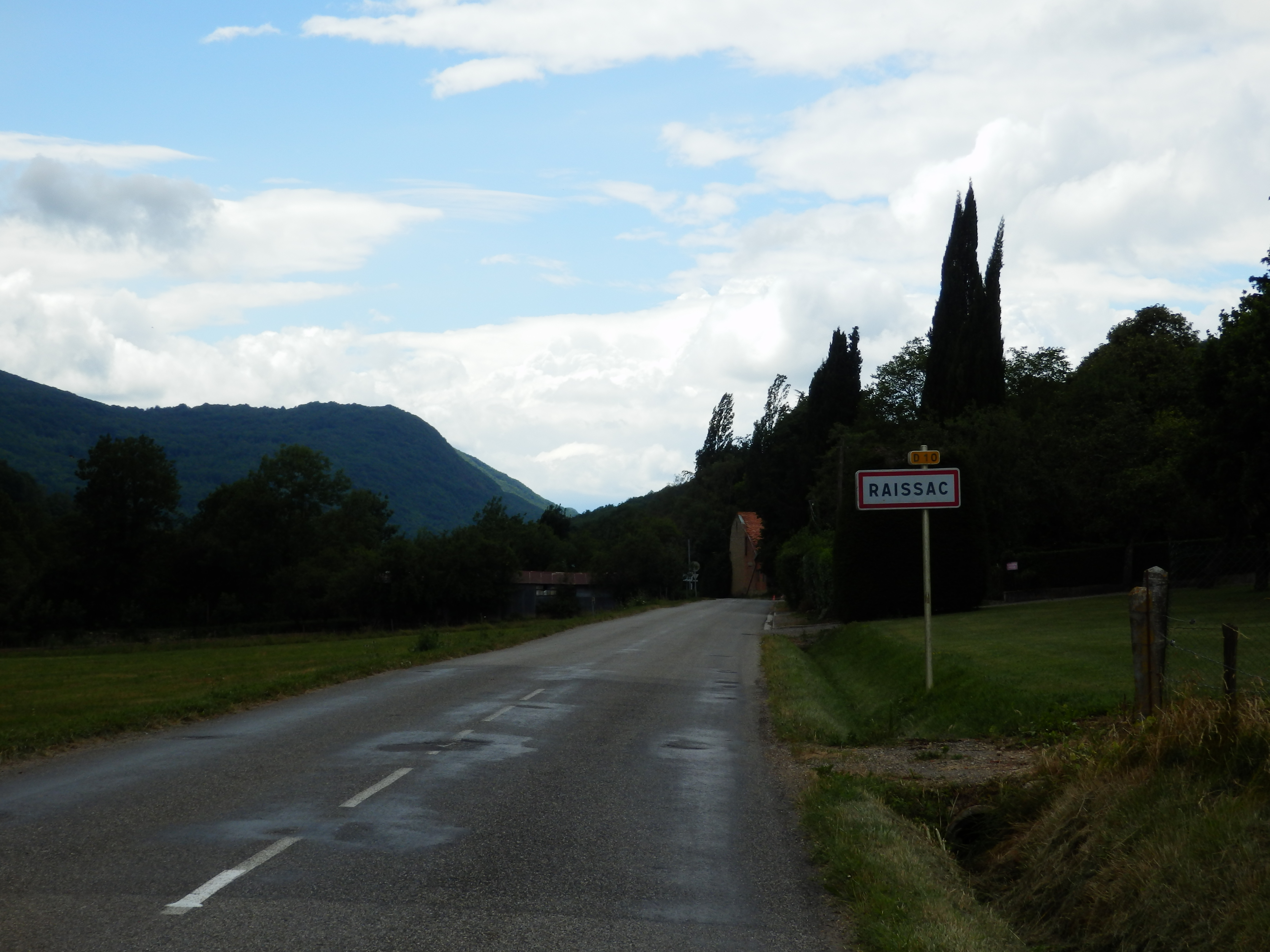
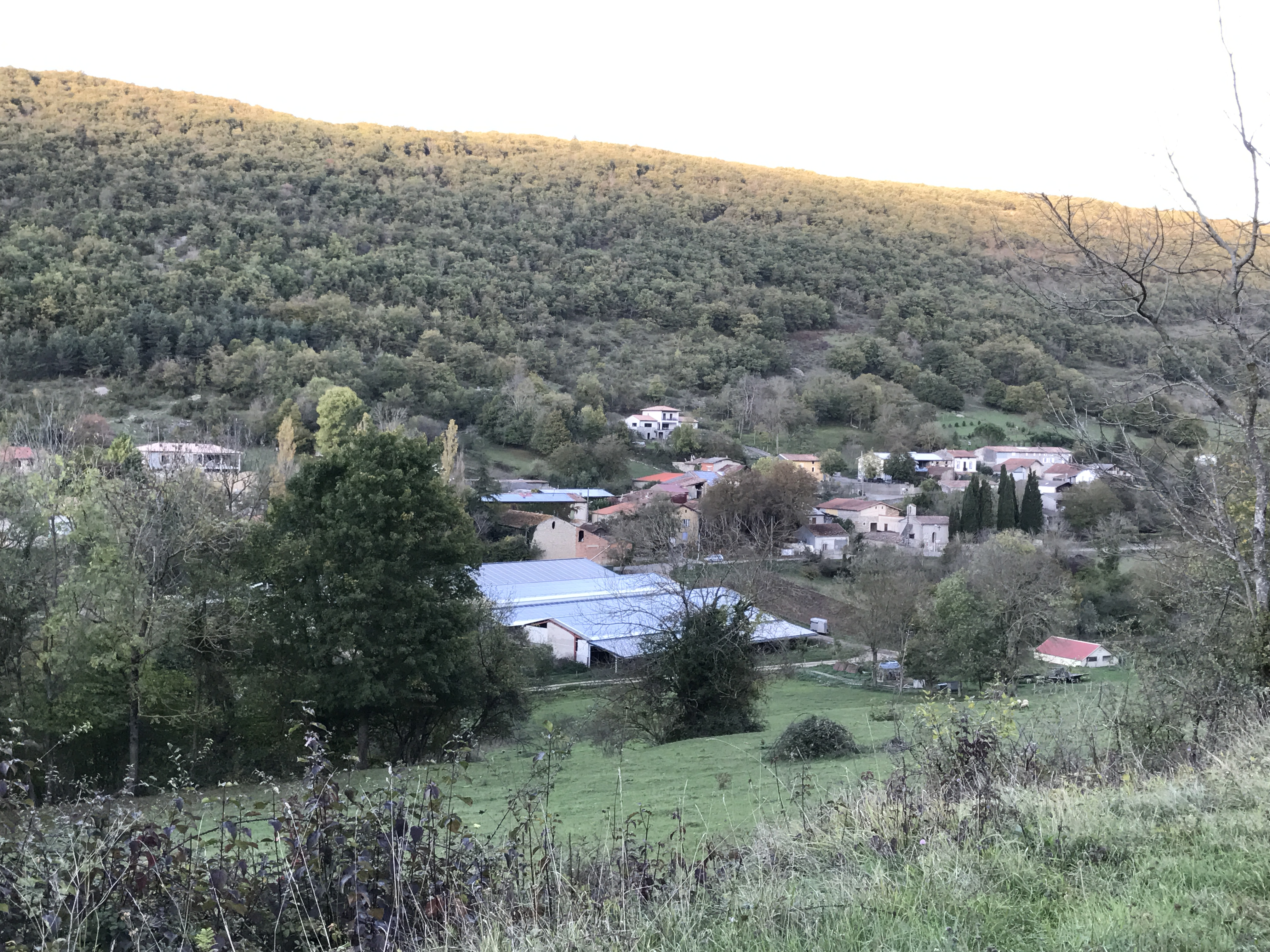
Vue du village de Raissac (Ariège, France) depuis la route montant à Péreille.
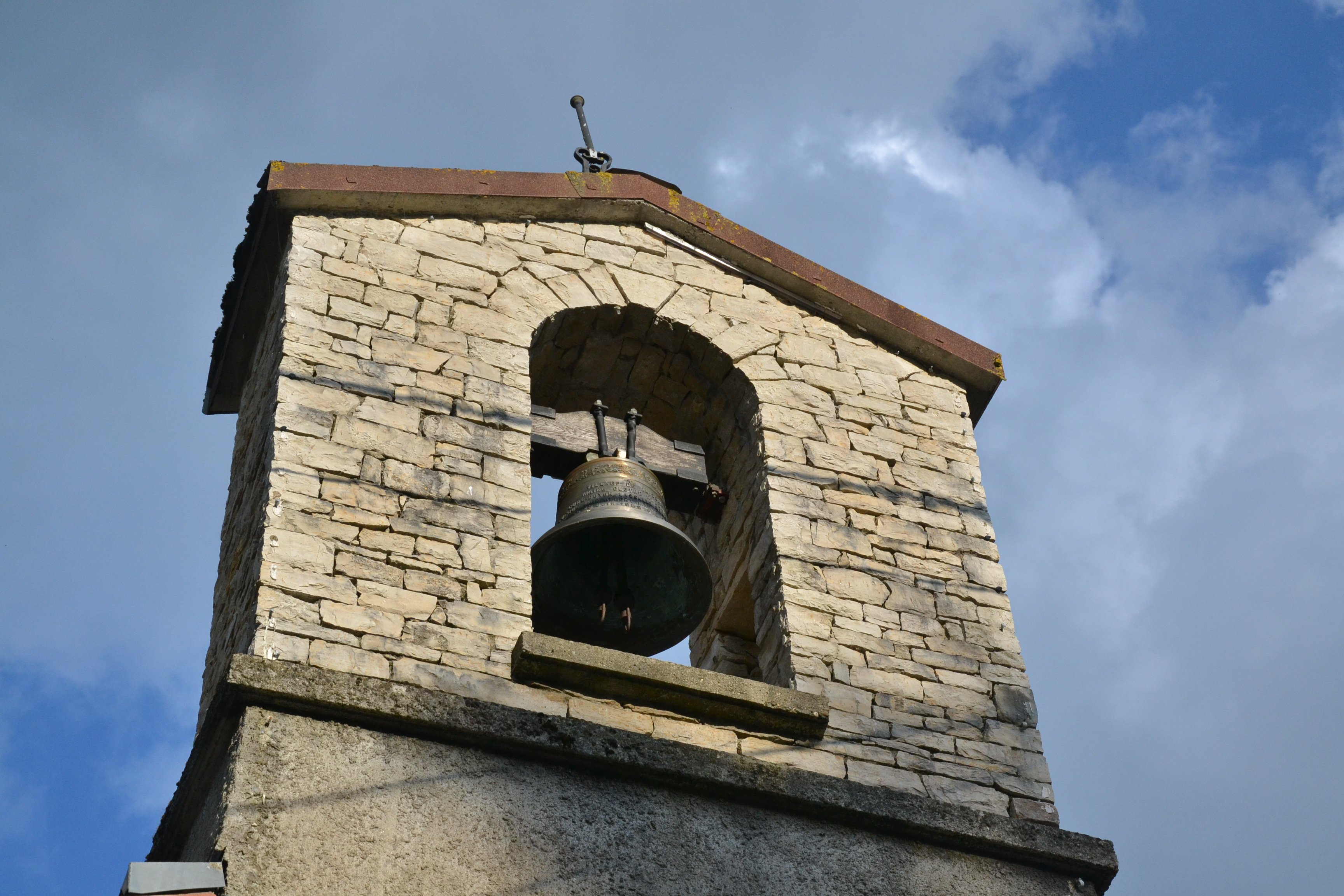
Clocher de l'église.
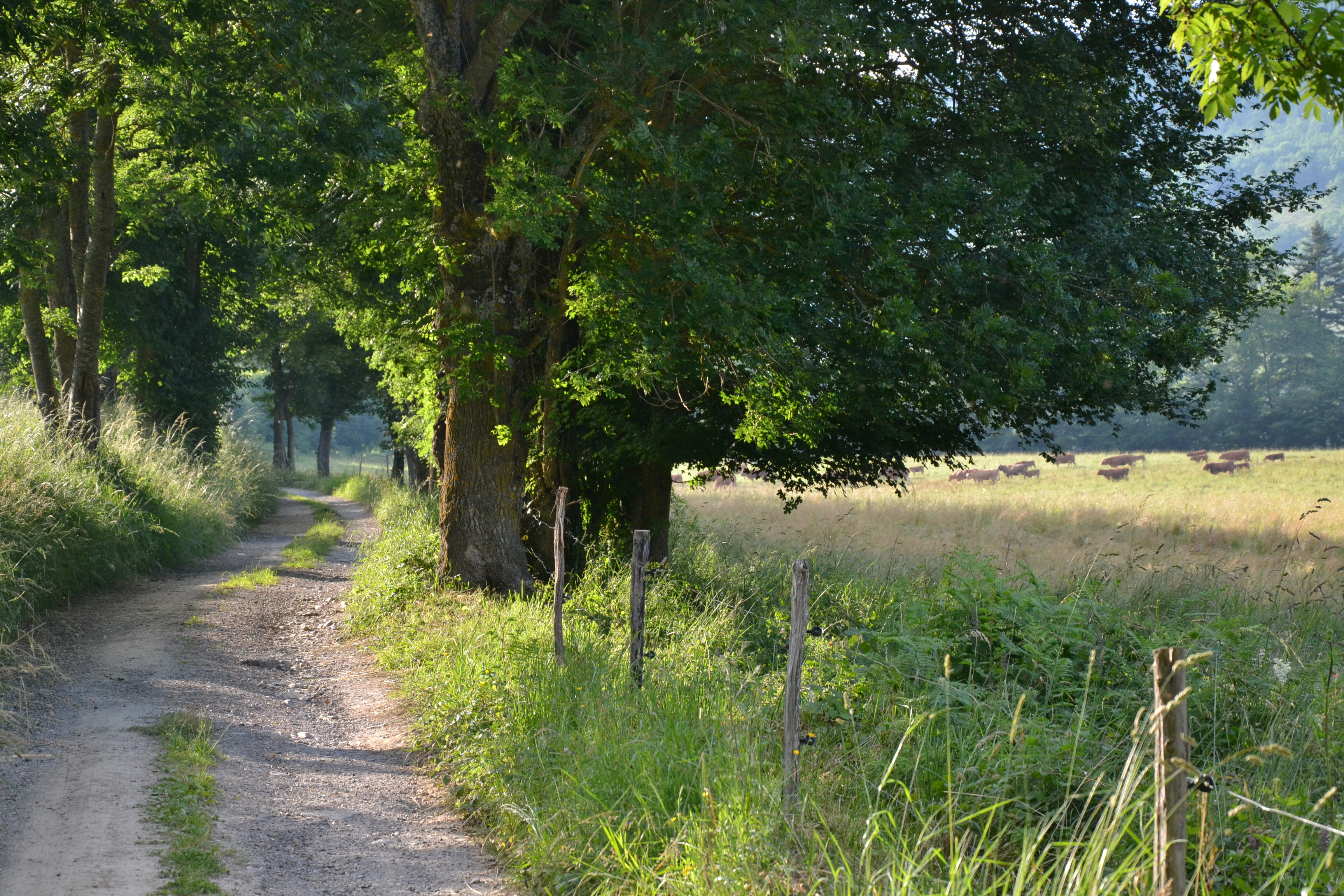
Chemin rural entre Lavelanet et Raissac.
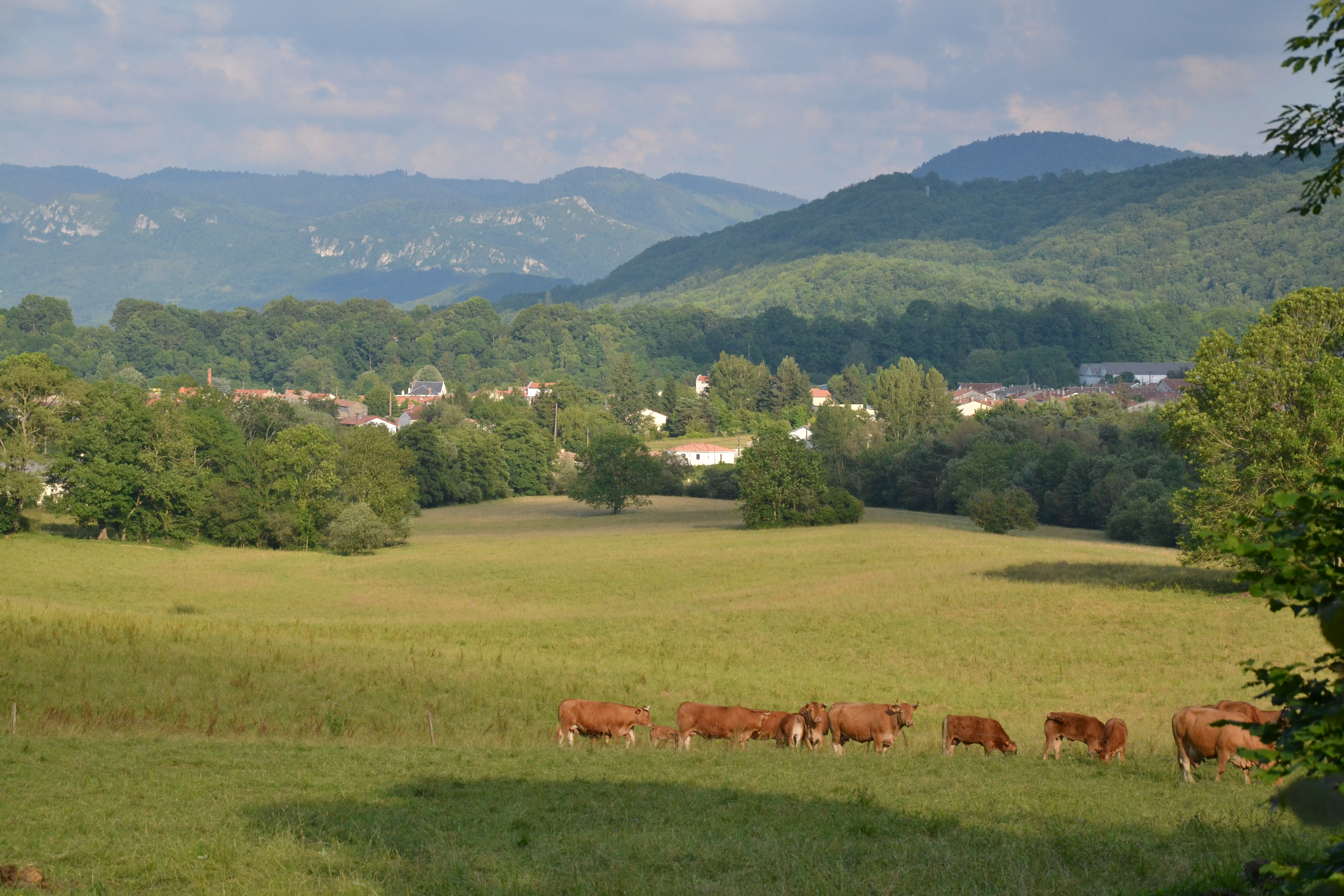
Limousines et paysage à Raissac.
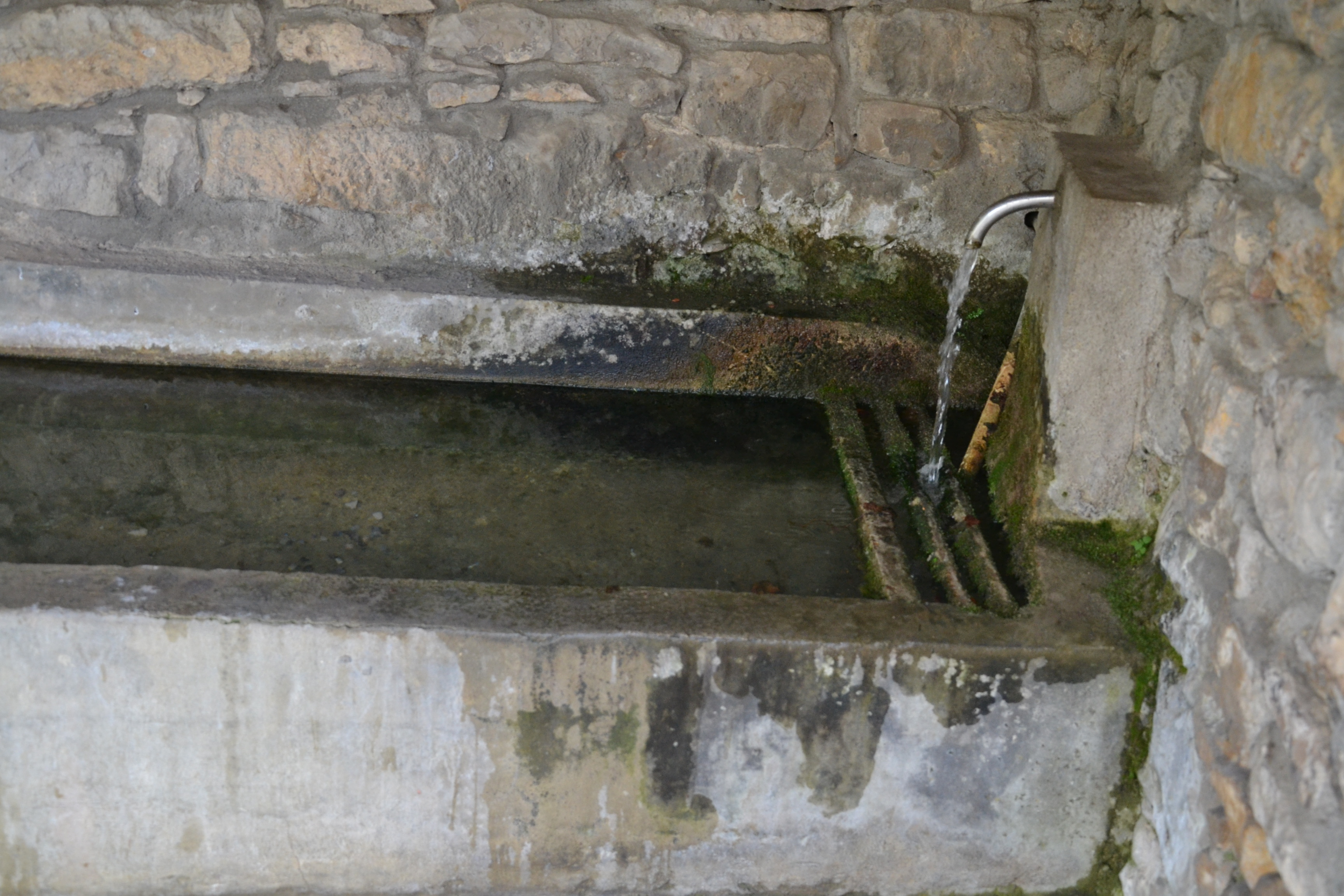
Fontaine-abreuvoir.